# Tsubasa Nihei
Tsubasa Nihei (二瓶 翼 Nihei Tsubasa?), född 10 september 1994 i Chiba prefektur, är en japansk fotbollsspelare.
Nihei började sin karriär 2013 i Mito HollyHock. Han spelade 5 ligamatcher för klubben. 2015 flyttade han till Vonds Ichihara.